# MC Bogy
MC Bogy (bürgerlich Moritz Christopher Udem, auch bekannt unter dem Pseudonym Der Atzenkeeper; * 10. März 1979 in West-Berlin) ist ein deutscher Rapper und Mitbegründer der Berliner Straßengang Berlin Crime.

## Leben
Udem wuchs in den West-Berliner Ortsteilen Schöneberg/Friedenau und Lankwitz auf. Er ist Sohn eines Deutschen und einer Sudetendeutschen. Er absolvierte einen erweiterten Hauptschulabschluss und holte einige Jahre später die mittlere Reife nach.
MC Bogy trat um 1998 herum zum ersten Mal auf Bassboxxx-Tapes in der Berliner Untergrundrap-Szene in Erscheinung. 2002 kam es zur Veröffentlichung seines ersten Albums mit dem Titel Lyrischer Hooligan. 2003 folgte der Sampler Bogy und Atzen. 2004 erschien sein von ihm als erstes „richtiges“ Album bezeichnete Album Der Atzenkeeper.
MC Bogy entwickelte sich unter seinem Motto, dass er sein Leben in seinen Texten verarbeite, dies sei seine Form von Selbsttherapie. Seit dem Zerfall von Bassboxxx veröffentlicht er seine Musik über sein eigenes Label Noch mehr Ketten Entertainment. MC Bogy ist oft an anderen Projekten beteiligt und sucht Nachwuchskünstler.
MC Bogy war auch in der Graffitiszene in Berlin tätig. In seinen Texten dominieren sehr provokante Battle-Rap-Phrasen, die darauf abzielen, andere zu diffamieren.
MC Bogy war auch im Musikvideo von Flers Single Nach eigenen Regeln in einer Statistenrolle zu sehen. 2006 folgten mehrere gemeinsame Aufnahmen, unter anderem Das sind Raphitz mit MOK und Mein Konto mit Fler. Weiterhin wirkte er zusammen mit B-Lash auf dem Beathoavenz-Album Der Neue Standard mit sowie bei einem Gastauftritt im dazugehörigen Videotrailer.
Nach einem Videodreh mit Sido wurde Bogy am 25. Oktober 2006 wegen bewaffneten Raubes verhaftet und musste in Untersuchungshaft in die Justizvollzugsanstalt Moabit. Im Internet kursierte das Gerücht, dass Bogy wegen räuberischer Erpressung und Verstoß gegen das Waffengesetz in U-Haft sei. Am 3. April 2007, zu seiner Videopremiere von Faust Hoch bei MTV, äußerte der MTV-Urban-Moderator dieses Gerücht als Tatsache. MC Bogy erklärte in einem Interview mit der Zeitschrift Backspin, dass die Anzeige auf Raub und Verstoß gegen das Waffengesetz lauten würde, mittlerweile wurde Raub allerdings in Bedrohung umgeändert.
Am 30. März 2007 erschien Bogys neues Album Willkommen in Abschaumcity. Aufgrund seines Gefängnisaufenthalts wurde zuvor von mehreren Berliner Labels die Aktion Free Bogy ins Leben gerufen. Bogys Album erschien über zwei der drei Labels, die an der Aktion beteiligt sind. Diese sind Noch mehr Ketten Entertainment und Aggro Berlin. Es stieg in der 16. Kalenderwoche auf Platz 92 der Albumcharts ein.
In der Mai-Ausgabe des Hip-Hop-Magazins Juice wurde der an fünfzehnter Stelle stehende Track der jeder Ausgabe beiliegenden Juice CD für ein Audio-Interview mit Bogy verwendet. Das Interview wurde mithilfe eines ins Gefängnis geschmuggelten Handys geführt.
Anfang Mai wurde bekannt gegeben, dass Bogy bis zum Ende des laufenden Monats aus der Haft entlassen sein wird. Am 21. Mai fand eine Gerichtsverhandlung statt. Anschließend wurde MC Bogy freigelassen. Laut Aggro Berlin wurde der Rapper zu einer Freiheitsstrafe mit fünfjähriger Bewährungszeit verurteilt.
Am 11. März 2008 wurde das Video Ich bin der erstmals auf MTV ausgestrahlt. Es konnte in der Show Urban TRL direkt Platz 2 der TRL Most Wanted-Charts erreichen. Am 8. April 2008 war Bogy dann erstmals zu Gast in der MTV-Show. Der Clip zu Ich bin der (Remix), welches von Fight4Music gedreht worden war, konnte in dieser Ausgabe Platz eins erreichen. Nach dieser Veranstaltung stand MC Bogy für ein Video-Chat-Interview für MTV bereit und beantwortete 35 Minuten lang Fragen seiner Fans.
2008 nahm MC Bogy zusammen mit der Gruppe K.I.Z das Lied Dein Leben auf. Dieses wurde auf der Single Hölle von K.I.Z veröffentlicht und die Musiker drehten ein Video zu dem Stück. Bogy trat am 22. Mai 2008 dann auch gemeinsam mit K.I.Z, Deso Dogg, Tommy Ess und B-Lash in der Zeche Carl in Essen auf.
Im Rahmen der Promotion seines Albums Berlin Crime war MC Bogy am 1. Februar 2012 zu Gast bei Rap am Mittwoch und trat dort auch im Battle an. Er verlor sein Battle gegen den Rapper Atzenkalle. Dabei kam es zu einer Kontroverse, da er es auf der Bühne verurteilte, dass sein Kontrahent seine Mutter beleidigt hatte. In einem Interview mit Falk Schacht bei der Sendung Mixery Raw Deluxe entschuldigte er sich dafür, da er bereits vor Atzenkalle über dessen Mutter gerappt hatte.
Seit März 2016 moderiert MC Bogy regelmäßig Interviews bei der Hip-Hop-Plattform TVstrassensound. Seit 2019 moderiert MC Bogy zusammen mit Palina Rojinski bei MTV die Neuauflage der Show Yo! MTV Raps. Seit 2019 moderiert MC Bogy zusammen mit B-Lash einen eigenen Podcast, welcher unter anderem auf Youtube veröffentlicht wird.
In der Netflix-Serie Skylines und beim Pay-TV-Sender TNT Serie – Para – Wir sind King – hatte MC Bogy einen Gastauftritt.
2021 drohte MC Bogy dem Rapper LGoony Gewalt an, nachdem dieser sexuelle Gewalt, Homophobie und Frauenfeindlichkeit in der Rap-Szene sowie die mangelnde Kritik bezüglich dieser Themen anprangerte.

## Diskografie
| Cover | Titel                      | Jahr | Kommentar |
| ----- | -------------------------- | ---- | --------- |
|       | Lyrischer Hooligan         | 2002 |           |
|       | Der Atzenkeeper            | 2004 |           |
|       | Geballte Atzen Power       | 2005 |           |
|       | Willkommen in Abschaumcity | 2007 | indiziert |
|       | Deutschlands Albtraum      | 2008 |           |
|       | Berlin Crime               | 2012 |           |
|       | Scarface Matrix            | 2013 |           |
|       | Biographie eines Dealers   | 2015 |           |
|       | 100%                       | 2018 |           |

| Cover | Titel                | Jahr | Kommentar              |
| ----- | -------------------- | ---- | ---------------------- |
|       | Von Bezirk zu Bezirk | 2004 | mit Bass Sultan Hengzt |
|       | Zu echt für den Rest | 2007 | mit Pablo S.O.K.       |
|       | Ghetto Poeten        | 2008 | mit B-Lash             |
|       | Verbales Kokain      | 2011 | mit Medizin Mann       |

Gastparts
- 2007: Gastparts 1 – Vom Kilo zum Mikro
- 2009: Gastparts 2 – Wenn das Eis schmilzt
- 2010: Kontroverse Verse (Best Of 2000–2010)
- 2010: Gastparts 3 – Vom Kilo zum Mikro zurück

Sampler
- 2003: Bogy und Atzen
- 2008: MC Bogy präsentiert Atzenkeepers
- 2009: Bogy und Atzen 2
- 2013: MC Bogy präsentiert Westberlin Assassin

Mixtapes
- 2005: Das Mixtape (Gangster Bogys Mixtape #1)
- 2009: Der Oldtimer
- 2013: Featuring
- 2017: Best of Mixtape

Singles
- 2008: Ich bin der

Juice-Exclusives
- 2007: Exklusiv-Interview (Juice-Exclusive! auf Juice-CD #74)
- 2008: Fight Mic (Juice Eclusive! auf Juice-CD #92)
- 2013: Ein Atze kommt selten allein (mit Frauenarzt, Manny Marc, Fler, Smoky, Vapeilas, Major McFly, Kid Millennium, Medizin Mann, MC Basstard, Blokkmonsta, King Orgasmus One, Prinz Pi, Serk, She-Raw und DJ Reckless) (Juice Exclusive! auf Juice-CD #115)
- 2015: Schnelles Geld (auf Juice-CD #127)

## Sonstiges
2008 verwendete die linksextreme Gruppe ARAB ein Bild von MC Bogy für die Mobilisierung zur Demonstration am 1. Mai in Kreuzberg unter dem Motto „Das Proletariat hat nix zu verlieren als seine Ketten“. Der Rapper verstand sich damit fälschlicherweise als Neonazi dargestellt.
2011 gab MC Bogy bekannt, dass er zum Islam konvertiert ist.
MC Bogy lebt in Berlin-Lankwitz.